# Asota symmorpha
Asota symmorpha är en fjärilsart som beskrevs av Swinhoe 1905. Asota symmorpha ingår i släktet Asota och familjen nattflyn. Inga underarter finns listade i Catalogue of Life.